# Herrlisheim-près-Colmar
Herrlisheim-près-Colmar település Franciaországban, Haut-Rhin megyében. Lakosainak száma 1903 fő (2022. január 1.). Herrlisheim-près-Colmar Sainte-Croix-en-Plaine, Eguisheim, Rouffach, Hattstatt, Obermorschwihr és Niederhergheim községekkel határos.

## Népesség
A település népességének változása:
| Lakosok száma | 1805 | 1794 | 1833 | 1818 | 1838 | 1859 | 1870 | 1878 | 1903 |
|               | 2013 | 2015 | 2016 | 2017 | 2018 | 2019 | 2020 | 2021 | 2022 |